# Fensterpass
Der Fensterpass ist ein 2000 m hoher Gebirgspass im ostantarktischen Königin-Maud-Land. Im Kurzegebirge der Orvinfjella liegt er im Zentrum der Vinten-Johansenegga zwischen der Schneeglocke und einem bislang unbenannten, nach norwegischen Angaben 2235 m hohen Berg. 
Begangen wurde der Pass erstmals vermutlich am 5. Januar 2019 im Zuge einer privat organisierten internationalen Expedition.